# Порог оригинальности

Логотип компании Lenovo состоит только из простых геометрических форм и текста. Они не удовлетворяют порогу оригинальности, необходимому для защиты авторским правом, и, следовательно, находятся в общественном достоянии. Хотя это изображение свободно от ограничений авторского права, оно может оставаться объектом других ограничений

Порог оригинальности — концепция авторского права. Используется для оценки того, является ли работа объектом авторского права или нет.
В странах со статутным правом для оценки оригинальности учитывается наличие в произведении элементов интеллектуального творчества. В странах с общим правом для оценки оригинальности учитываются затраченные на создание произведения усилия и навыки.

## Судебные прецеденты
Окружной суд Соединённых Штатов по южному округу Нью-Йорка по иску Bridgeman Art Library против Corel постановил, что точные фотографические копии изображений, находящихся в общественном достоянии, не могут быть защищены авторским правом, потому что в них отсутствует новизна. Даже если точное воспроизводство требует большого количества навыков, опыта и усилий, ключевым элементом для того, чтобы материал мог охраняться авторским правом согласно американскому закону, является обладание им достаточной новизной.